# Mubarakpur
Mubarakpur är en stad i den indiska delstaten Uttar Pradesh, och tillhör distriktet Azamgarh. Folkmängden uppgick till 70 463 invånare vid folkräkningen 2011, med förorter 109 622 invånare.